# Ocydromus genei
Ocydromus genei é uma espécie de insetos coleópteros pertencente à família Carabidae.
A autoridade científica da espécie é Kuster, tendo sido descrita no ano de 1847.
Trata-se de uma espécie presente no território português.